# Wiśniowa (Piccola Polonia)
Wiśniowa è un comune rurale polacco del distretto di Myślenice, nel voivodato della Piccola Polonia.
Ricopre una superficie di 67,06 km² e nel 2004 contava 6 780 abitanti.